# Cineplex Baden-Baden
Das Cineplex Baden-Baden ist seit dem 16. April 2015 ein modernes Bauwerk am westlichen Eingang Baden-Badens. Es liegt an der Ortenaustraße 14. Das Gebäude verfügt zudem über ein integriertes Parkhaus, von dem man direkt ins Kino gelangen kann. Mit 8 Sälen und ca. 1300 Zuschauerplätzen ist es ein mittelgroßes Multiplex-Kino.

## Geschichte

### Geschichte des Kinos
Das Kinogeschäft in der Region Baden-Baden ist schon seit drei Generationen in den Händen der Familie Schweikart. Hans-Günter Schweikart übernahm das ehemalige Kino in der Innenstadt Baden-Badens in den 1990er Jahren. Seit dieser das Business der Familie übernahm, entschied er gemeinsam mit seinem Vater ein neues Kino umzusetzen.

### Gebäude
Das Gebäude befindet sich direkt neben dem Europakreisel, welcher auch nahe dem dortigen Cité steht. Zivilisten, die über den Zubringer die Stadt passieren, sehen das Cineplex als eines der ersten Gebäude. Der Neubau ist somit ein repräsentativer Charakter der Stadt, der auch multifunktional zur Verfügung steht. Das Gebäude beherbergt auch ein Fitnessstudio, ein Restaurant sowie ein Parkhaus mit 350 Parkplätzen.

### Innenausstattung
In den insgesamt 8 Sälen des Kinos sind 1271 Sitzplätze verbaut worden, zudem verfügt jeder Saal über 3D-Technik. In Kinosaal 4 und 7 stehen auch hochmoderne 4K-Projektoren. Alle Säle jedoch verfügen über das Dolby Atmos Raumklangsystem. Saal 6 und 7 verfügen zudem über eine gekrümmte Leinwand. Die größte Leinwand ist ebenfalls in Saal 7 mit einer Größe von 16,80 m × 7,20 m bei einer Projektionsentfernung von 21,10 m. In Saal 7 und 8 sind jeweils 11 und 10 D-Box-Sessel verbaut, die sich nach links, rechts, oben und unten mit den Filmgeschehen passend, bewegen. Dazu ist ein Christie 4230 Projektor in Saal 4, 6 und 7 eingesetzt worden.